# Харківський полк
Харківський слобідський козацький полк — слобідський козацький полк, адміністративно-територіальна та військова одиниця на Слобожанщині. Полковий центр — місто Харків. Полк з'явився між 1651 і 1659 роками. Судячи з «відписки» першого харківського воєводи Воїна Селіфонтова 1657 року та іменного опису 1658 року, в той час полковий центр Харків був вже досить великим поселенням. У опису значилося 578 душ чоловічої статі, і можна вважати, що в цей час у місті було не менше 200 будинків.

Герб з печатки 1737р.

Дата виникнення полку не документована. Сам полк офіційно ввів своє заснування в 1651 році. Деякі дослідники вважають, що назва «харківський» і дата заснування в 1651 році можливі до офіційної дати заснування міста Харкова, бо назва «Харків» була присутня в топоніміці задовго до того, територія в 1651 році була досить заселена, а центром харківського полку міг бути інший населений пункт, зокрема, Мерефа. Полк був остаточно сформований наприкінці 1650-их за царя Олексія Михайловича у складі Бєлгородського розряду, в переважній більшості і з переселенців з Лівобережної та Правобережної України (черкас).
- У 1666 році на короткий час Зміївські сотні[4] повстають разом з полковником Іваном Сірком (колишнім Запорозьким кошовим отаманом, та Харківським полковником). В цей час вже фігурує окремий Зміївський полк.[5] Під час повстання Івана Сірка до Зміївського полку приєднуються Мерефянська та Маяцька, Печенізька, Цареборисівська, Валківська, Мурафська, Торська та інші сотні.
- У 1671 році, після остаточного придушення повстання Степана Разіна, осередком якого на Слобожанщині був саме Зміїв, Зміївський козацький полк скасовується, його територія стає частиною Харківського полку.[6]
- У 1677 до полку був приєднаний Балаклійський слобідський козацький полк.
- У 1688 році частина території Харківського слобідського козацького полку відійшла до новоствореного Ізюмського слобідського козацького полку.

На той час у полку залишилося 12 міст і 43 села, зокрема Вовчанськ, Салтів, Печеніги, Золочів, Малинівка, Валки, Мерефа, Слов'янськ, Соколов, Зміїв.
26 липня 1765 Маніфестом «Її імператорської Величності Катерини Другої» чисто військовий полковий устрій Слобожанщини перетворюється у військово-цивільний, управління територією реформується з урахуванням специфіки Слобожанщини (створені провінції територіально повністю відповідають полкам). Створюється Слобідська губернія, до якої входять території 5 полків (Харківський, Ізюмський, Сумський, Охтирський, Острогозький).

## Передумови
Заселення майбутніх полкових земель переселенцями з території Речі Посполитої (русинами, «черкасами»), відбувалося на тлі безперервних бойових дій на території Наддніпрянської та Західної України, обтяженими каральними експедиціями Речі Посполитої, а також братовбивчою громадянською війною з залученням іноземних військ (татар і турків).
Причини першої хвилі переселенців з Правобережної України на територію Московського царства до межі з Диким Полем полягають в поразці військ Богдана Хмельницького у битві під Берестечком 1651 року. Західна частина по польсько-московському договору була знову закріплена за Річчю Посполитою. Гетьман Богдан Хмельницький видає універсал, що дозволяв населенню переселятися на землі Московського царства.
Після смерті гетьмана Богдана Хмельницького влада перейшла в руки гетьмана Івана Виговського. Розпочався період громадянських воєн (1657—1687 роки) між прихильниками московського і польського курсу, так звана «Руїна». Населення знову починає переходити на більш спокійні російські території.

## Структура полку

### Полк
На чолі полкового управління стояли виборні полковник і полкова старшина. Обиралися вони не на обмежений час, а довічно. Однак вони могли бути позбавлені посади російським царем (пізніше імператором), а також рішенням зборів старшини (що бувало дуже рідко в масштабах не тільки Слобожанщини, а й Гетьманщини).
На відміну від воєвод-полковників Давньоруського періоду, і полковників регулярних армійських частин, полковник слобідського козацького полку представляв одночасно адміністративну та військову владу. Полковник мав право видавати укази, за своїм підписом — універсали. Символом полковницької влади був шестопер (пірнач, різновид булави шестигранної форми), полкова корогва, полковницька печатка.
Полкова старшина (своєрідний штаб) складалася з шести осіб: полковий обозний, суддя, осавул, хорунжий і два писаря.
- Полковий обозний — перший заступник полковника. Завідував артилерією та фортечною фортифікацією. У відсутності полковника замінював його, але не мав права видавати накази-універсали (на відміну від наказного полковника).
- Також існувала тимчасова посада — наказний полковник, який виконував обов'язки полковника при виступі зведеного козацького загону в похід або замінював полковника у разі неможливості виконання ним своїх обов'язків.
- Полковий суддя — завідував цивільним судом в полковій ратуші.
- Полковий осавул — помічник полковника у військових справах
- Полковий хорунжий — командир «хорунжих» козаків, охорони полковника і старшини. Завідував полковою музикою і відповідав за збереження хоругви (прапора полку).
- Полкові писарі — секретарі у ратуші. Один завідував військовими справами, другий — цивільними.

### Сотні
Полк ділився на сотні.
Сотня — адміністративно-територіальна одиниця в складі полку. Сотня очолювалася сотником. Він наділявся широкими військовими, адміністративними, судовими та фінансовими повноваженнями. Спочатку обирався козаками сотні. Пізніше обирався сотенною старшиною і затверджувався полковниками з числа старшини.
Сотенна старшина (штаб) складалася з сотника, сотенного отамана, осавула, писаря та хорунжого. Посади за обов'язками збігалися з полковими:
- Сотенний отаман — заступник сотника. Втілював у собі обов'язки обозного і судді на сотенному рівні.
- Осавул — помічник полковника у військових справах.
- Писар — секретар.
- Хорунжий — завідував прапором сотні, на якому зображувалася емблема сотні, в основному християнська. Це могли бути хрест, янгол, янгол-охоронець, архангел Михаїл, сонце (Ісус Христос), Богородиця, а також військові атрибути. З 1700-х років знамена стають двосторонніми — на кожній стороні різне зображення. Також на ньому позначалися полк і назва сотні.

## Список сотень
У 1688 році було відокремлено від Харківського полку сотні з яких утворився Ізюмський полк
- Ізюмська сотня (сотенне містечко Ізюм);
- Торська сотня (сотенне містечко Тор).

У 1699 році при розмежуванні між Харківським та Ізюмськими полками, до Ізюмського полку відійшла Зміївська сотня
- Зміївська сотня (сотенне містечко Зміїв).

У 1732 році до складу полку входили сотні:
- 1-а Харківська сотня (полкове місто Харків);
- 2-я Харківська сотня (полкове місто Харків);
- 3-я Харківська сотня (полкове місто Харків);[7]
- Валківська сотня (сотенне містечко Валки);
- Вільшанська сотня (сотенне містечко Вільшана, або Вільшани);[8]
- Деркачівська сотня (сотенне містечко Деркачі);
- Золочівська сотня (сотенне містечко Золочів);
- Липецька сотня (сотенне містечко Липці), з 1658 р.;[9][10]
- Люботинська сотня (сотенне містечко Люботин);
- Мереф'янська сотня (сотенне містечко Мерефа);
- Перекопська сотня (сотенне містечко Перекоп);
- Пересічнянська сотня (сотенне містечко Пересічне);
- Салтівська сотня (сотенне містечко Старий Салтів);
- Соколовська сотня (сотенне містечко Соколов);
- Тарановська сотня (сотенне містечко Таранівка);
- Тишківська сотня (сотенне містечко Тишки Руські і Черкаські — їх вважали разом);
- Угольчанська сотня (сотенне містечко Огульці, також звані Угільці);
- Хорошевська сотня (сотенне містечко Хорошево, або Хорошев);
- Циркунівська сотня (сотенне містечко Циркуни, або Церпуни).

На цей же рік у полку були 2 міста, 11 містечок, 52 села, 6 слобідок і 45 хуторів.

## Отамани та полковники

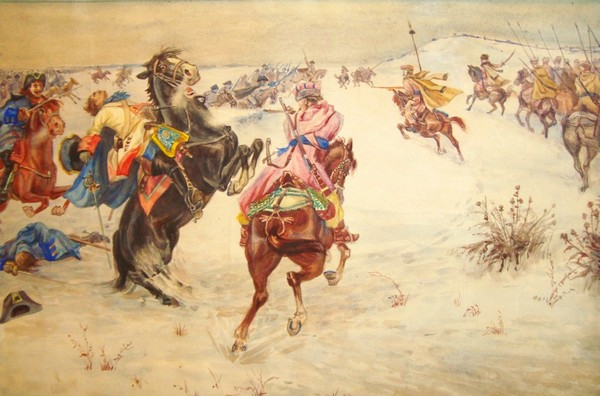
Бій козаків Харківського полку зі шведами під час Веприцької оборони

У ранній період існування полку керівниками харківських козаків (харківських черкас, харківців) згадуються отамани. Отамани полку існували з 1651 по 1668 рік. Їх зазвичай вибирали щороку. Отаман керував шістьма сотнями, які складали з себе полк. Одні історики вважають, що отамани керували містом Харковом (городовий отаман, отаман городових козаків) і околицями. Інші — що це заступники полковників або ті хто виконував їх функції, у відсутність полковника. Швидше за все до появи полковників, сотники навколишніх сотень підпорядковувалися харківському отаману як старшому, а після появи полковників стали просто городовими отаманами (городничими), і були заступниками полковника у справах пов'язаних безпосередньо з Харковом.
Вони володіли правом писати царю (відомий лист отамана Лунько Федорова Олексію Михайловичу 1667). Достовірно відомі сім отаманів:
- Іван Каркач — також згадується як осадчий (засновник) міста Харкова (отаман в 1653 або 1654 році)
- Максим Тимофієв (в 1655 році)
- Іван Васильович Кривошлик (в 1655 і (або) 1656 році) — учасник повстання проти полковника Федора Ріпки в 1668 році
- Іван Сірко (1657 рік) — пішов з посади через обрання в 1657 кошовим отаманом Запорозької Січі.
- Тимофій Лаврінов (у 1659 році)
- Жадан Курган (в 1660 році)
- Лунько Фёдоров (в 1667 році)

Найперші полковники Харківського полку невідомі. У 1660, 1664—1665 і 1667 роках полк очолював запорізький кошовий отаман Іван Дмитрович Сірко, який підняв в 1668 році повстання і «воював окраїнні міста» (полк за ним не пішов). У березні або квітні 1668 його змінив вірний присязі Федір Ріпка. 16 жовтня 1668 він був убитий змовниками на чолі з колишнім отаманом Харківського полку Кривошликовим. Полк не підтримав бунтівників, і в кінці жовтня 1668 полковником був обраний харківський сотник Григорій Єрофійович Донець, який займав цю посаду до 1690 року. При ньому, в період з 1681 по 1685, пост наказного полковника займав його син — Костянтин Григорович Донець-Захаржевський. Після смерті полковника Федора Григоровича Донець-Захаржевського виникла ситуація, коли полкова старшина, яка турбувалася за свої вольності, просить царя зважаючи малолітства сина померлого призначити полковником Федора Володимировича Шидловського, зятя полковника Григорія Єрофійович Донця-Захаржевського.
У 1708 році полковник Харківського полку Федір Володимирович Шидловський, зводить свого племінника Лаврентія Івановича в ранг наказного полковника. Після того як Федір Володимирович в 1710 році був знятий з полковництва і відданий під суд, за грабежі в Польщі, полковником стає Лаврентій Іванович Шидловський. Пробувши Харківським полковником один рік (1710—1711), Лаврентій Іванович був переведений полковником у Ізюмський козацький полк. На його місце, в Харків, призначають Прокопія Куликівського, представника молдавського (валаського) оточення князя Кантеміра.
Полковники:
- Іван Сірко(1660, 1664—1665, 1667—1668 роки).

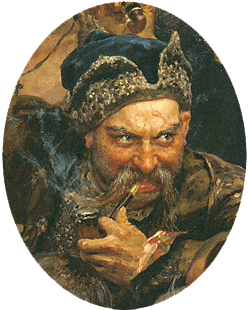
Іван Сірко

- Федір Ріпка (березень 1668-16 жовтня 1668).
- Григорій Донець (1668—1690) Донець (Донець-Захаржевський)
  - Костянтин Григорович Донець-Захаржевський (1681—1685) наказний полковник.
  - Іван Сербин в 1682, 1687 роках  наказний полковник. Під час Кримського походу не брав участь в поході. Підлеглі йому харківці охороняли від нападу землі полку. Йому були підлеглі Новобереківські, Мерефянські, Валківські та Соколовські козаки.[12][13]
  - Гаврило Могилка в1682 році  наказний полковник. Під час Кримського походу не брав участь в поході. Підлеглі йому харківці охороняли землі полку від нападу татар на річці Сіверський Донець. Йому були підлеглі Лиманські, Бишкинські, Андріївські, Савинецькі, Ізюмські та Цареборисівські козаки.[12]
  - Овдій Григор'єв (1688) наказний полковник.[14]
- Іван Григорович Донець-Захаржевський (1690—1691).
- Федір Григорович Донець-Захаржевський (1691-28 серпня 1706).
- Федір Володимирович Шидловський (1706—1710).
  - Лаврентій Іванович Шидловський (1708—1710) наказний полковник.
- Лаврентій Іванович Шидловський (1710—1711).
- Прокопій Васильович Куликівський (початок 1712—1714).
  - Семен Афанасійович Квітка (1713) наказний полковник, полковий суддя Харківського полку.
- Григорій Семенович Квітка (1714—1734).
- Степан Іванович Тевяшов (1734—1757).
  - Іван Григорович Квітка (1735) наказний полковник (при С. І. Тевяшова), на час походу проти турків. Перебував у постійній посаді Харківського обозного. Пізніше Ізюмський полковник.
- Матвій Прокопович Куликівський (1757—1765).

## Сімейність старшини
У сучасній українській історичній літературі вважається, що слобідські полки були вільними, і полковників обирали вільно. Проте це виявилося зовсім по-іншому. Посаду полковника завжди намагалися передати у спадок. Починаючи з 1668 року неможливо було стати полковником харківського полку, не маючи близького родича — козацького полковника ж. Полковники трималися за владу і багатство, розпоряджалися великими коштами (десятки тисяч рублів), зібраними з населення на утримання полку і державними, виділеними на будівництво і зброю, привласнювали собі величезні громадські території, мали власні села і «власницьких підданих» — так, обидва Куликовських заволоділи значною частиною Нагірного району Харкова. З цього правила за 97 років було лише одне виключення — перший полковник з роду Куликовських — Прокіп, який до 1711 роки взагалі не жив на території Російської Імперії і не міг бути родичем.
- Харківський наказний полковник Костянтин Григорович Донець-Захаржевський — син чинного харківського польного полковника Григорія Донця.
- Харківський полковник Іван Григорович Донець-Захаржевський — інший син Григорія Донця.
- Харківський полковник Федір Григорович Донець-Захаржевський — третій син Григорія Донця.
- Харківський полковник Федір Володимирович Шидловський — зять Григорія Донця.
- Харківський полковник Лаврентій Іванович Шидловський — племінник харківського полковника Федора Шидловського. На ньому спадкова «династія» Донцов-Шидловських закінчилася ; Петро Перший відсторонив його від посади і відправив у відставку за звинуваченням у службових злочинах. Полковником був обраний Прокопій Васильович Куликовський.
- Григорій Семенович Квітка (1714—1734) — онук полковника Гадяцького полку Опанаса Квітки, син харківського полкового судді Семена Опанасовича Квітки.
- Іван Григорович Квітка (1735) наказний полковник (при С. І. Тевяшова), син Григорія Семеновича Квітки.
- Степан Іванович Тевяшов (1734—1757) — син полковника Острогозького полку Івана Івановича Тевяшова.
- Матвій Прокопович Куликівський (1757—1765) — син харківського полковника Прокофія Куликовського.
- Михайло Матвійович Куликівський (1812—1813) — син харківського полковника Матвія Куликовського.

## Реорганізація у регулярний
У 1763 році, на початку нового правління, Катерина II доручила майору лейб-гвардії Ізмайловського полку Євдокиму Щербиніну очолити «Комісію о Слобідських полках» з метою вивчення причин «неблагополуччя» на цих землях для їх усунення.
У Харків Комісія прибула із столиці. Вона, зокрема, розслідувала численні скарги населення на зловживання полкової старшини слобожанських полків (оскільки територія була «напіввільна», полковники і сотники дійсно собі вельми багато дозволяли). Були виявлені факти захоплення старшиною громадських і полкових земель, значне казнокрадство (державних грошей), присвоювання громадських грошей, продаж військових і виборних посад за гроші, порушення діловодства, вимагання, фізичні розправи та інші факти. Згідно з доповіддю Комісії Катерина II запевнюється, що на Слобожанщині немає громадянської влади, і приймає рішення про введення цивільного адміністративного управління шляхом створення губернії (при схоронності заснованої на полицях структури території). Також в результаті успішних російсько-турецьких воєн межа значно відсунулася на південь від Слобожанщини, з'явився новий захист від татар — Слов'яносербія зі своїми полками, і військове значення території як бар'єру від татарських набігів зменшилася. І тому також у знову створюваній губернії було введено цивільне управління.
Підсумком став маніфест Катерини ІІ від 28 липня 1765 року «Про заснування в слобідських полках пристойного цивільного пристрою і про перебування канцелярії губернської і провінційної», згідно з яким ґрунтувалася Слобідсько-Українська губернія з п'ятьма провінціями на місці полків і адміністративним центром у Харкові. Євдоким Щербінін став губернатором нової губернії. Згідно того ж маніфесту приймається рішення про перетворення слобідських полків в регулярні гусарські.
До того полки утримувалися «на місцях» населенням. Ті, хто служив в полку до 1765 року часто на свої гроші купував коня і обмундирування (крім зброї). З 1765 року полк стала утримувати влада, а не місцеве населення. Також замість постійних поборів старшини з місцевих жителів — на коней, амуніцію, озброєння, фураж, провіант, платню козакам і старшині, вилучення місцевих коней і волів для перевезень, тощо — був введений єдиний податок «з душі», що проживає на Слобожанщині, мавший 4 градації і надходивший в скарбницю. Найбільший податок був з привілейованих державних військових обивателів (так переменували козаків та їх помічників), які мали право гнати і продавати в дозволених поселень «вино» — 90-95 копійок на рік. З непривілейогіваних військових, які вино не мали права гнати, — 80-85 копійок річних з душі. З циган та чужинців — 70 копійок. З «власницьких підданих черкас» — 60 копійок. Дворяни, духовенство і жінки податків не платили.
Зберігалися пільги (не всі), даровані слобожанцями Петром Першим. Найголовніше — у військових поселеннях, слободах, містечках, містах (крім кількох) дозволялося винокуріння. Також приблизно двом третинам населення губернії був дозволений видобуток солі, за якою їздили на Тор. «Непривілейовані» змушені були купляти казенне вино у «привілейованих», а також казенну сіль, на яку була державна монополія. Також привілейованим дозволялися інші промисли (виготовлення на продаж різних речей, продаж продуктів і пр.) без сплати податків.
Військові обивателі та міщани (крім власницьких підданих та кріпаків) за жеребом (від якого тепер деякі ухилялися) служили в територіальних гусарських полках постійного складу. Полковий склад у мирний час був встановлений маленький — 1000 осіб на полк, але найчастіше він перевищував, іноді значно. Решта військові обивателі призовного віку, які не пройшли за жеребом, періодично проходили навчальні збори. При початку війни полки розширювалися за штатом воєнного часу, і в її продовженні при потребі отримували поповнення з мирної губернії із тих, хто пройшов в минулому підготовку у складі маршових ескадронів.
Козацькі військові звання були замінені на загальновійськові кавалерійські. Полкова старшина отримувала назву російське дворянство (вища — спадкове, нижча — приватне) і всі дворянські права. Полкові й сотенні форми цивільного управління були формально скасовані. Але насправді полковники і сотники мали владу на своїх територіях не тільки військову, вона була остаточно скасована в 1780 році при реорганізації провінцій і комісарств в повіти.
Території полкових сотень об'єднувалися в комісарства при збереженні самих сотень. У центрах комісарства були організовані: комісарське управління, комісарська канцелярія, місцевий суд. Комісарства об'єднувалися в провінції, які територіально точно відповідали полкам. Всі провінції склали губернію.
У зв'язку з перетворенням слобідського козацтва у «військових обивателів» в 1765 році територіальний Харківський полк був реорганізований у регулярний Харківський гусарський полк Імператорської армії, що існував з деякими змінами до 1918 року (гусарським він залишався до 1784 р., потім відносився до інших видів кавалерії), а його територія в 1765 році стала основою створеної Слобідсько-Української губернії, територіально будучи її центральної Харківської провінцією. Більшість тих, хто служив в полку так і залишилися в ньому служити.

## Козацький однострій (1743 рік)
Під час комісії генерал-аншефа Шаховського О. І. було запропоновано ввести для українських козаків однотипні однострої. За правління Шаховського (до 1736 року), ця думка так й не знайшла підтримки, але до неї повернулися в 1743 році, за часів російської імператриці Єлизавети Петрівни. Започатковується єдиний однострій для Слобідських козацьких полків. Верхній одяг — кунтуш із прорізними рукавами синього кольору. Кунтуш був обшитий срібною тесьмою та шнурами. Кунтуші для всіх полків були однакові.
Жупан та шаровари були полкових кольорів.
| Ізюмський полк | Острогозький полк      | Охтирський полк | Сумський полк  | Харківський полк |
| -------------- | ---------------------- | --------------- | -------------- | ---------------- |
| червоний       | червоно - помаранчевий | зелений         | світло — синій | жовтий           |

## Перевід старшинських посад у табель про ранги (1765)

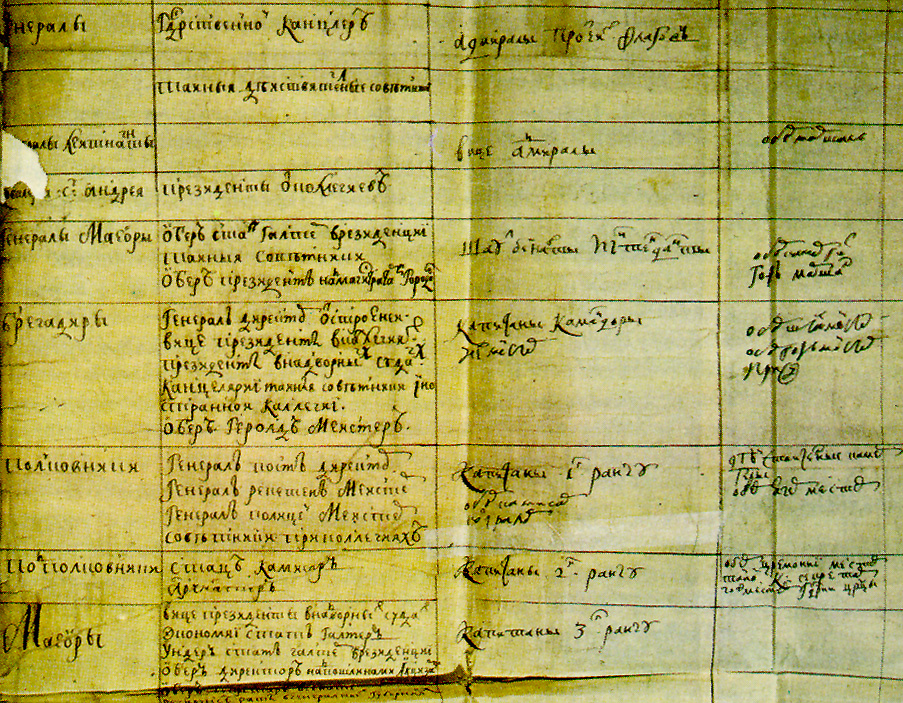
Табель про ранги

У зв'язку з переформуванням Харківського слобідського козацького полку в регулярний гусарський, козацькій старшині було запропоновано вступити на службу у сформований полк чи отримати відставку. Так як армійські чини присвоювалися на одну-дві сходинки нижче, а також через те, що різниця у владі коцького старшини і армійського офіцера не була рівноцінною, багато представників старшини вийшли у відставку. Середній ж рядовий козацький склад, склали основу знову сформованого полку.
Всі ті, хто вийшов у відставку та ті, хто продовжив служити отримали чини (військові та цивільні) згідно Табелю про ранги.
| Посада (козацька старшина) | Військовий чин           | Цивільний чин           | Клас                   |
| -------------------------- | ------------------------ | ----------------------- | ---------------------- |
| Полковник                  | Підполковник             | Надвірний радник        | VII                    |
| Обозний                    | Прем'єр-майор            | Колезький асесор        | VIII                   |
| Суддя                      | Секунд-майор             | Колезький асесор        | VIII                   |
| Осавул                     | Ротмістр                 | Титулярний радник       | IX                     |
| Хорунжий                   | Поручик                  | Губернський секретар    | XII                    |
| Сотник                     | Поручик                  | Губернський секретар    | XII                    |
| Старший полковий писар     | —                        | Губернський секретар    | XII                    |
| Молодший полковий писар    | —                        | Кабінетський реєстратор | XIII                   |
| Сотенний хорунжий          | Вахмістр                 | -                       | нижче табелі про ранги |
| Решта                      | Унтер-офіцери та капрали | -                       | нижче табелі про ранги |

Якщо ж представник старшини не був учасником походів, то він отримував чин на щабель нижче встановленого. Наприклад: полковий обозний при переведенні на загальноімперську систему отримував чин прем'єр-майора, але якщо він не був учасником походів, то міг розраховувати лише на чин секунд-майора.

## Наступники

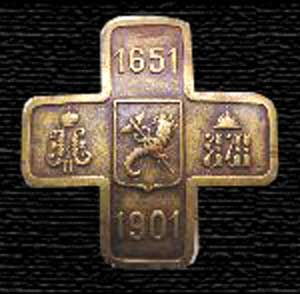
Емблема Харківського полку на знаці до його 250-річчя

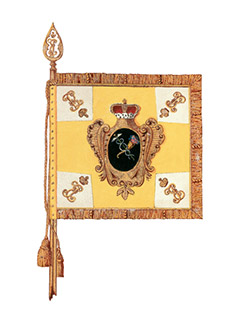
Прапор Харківського гусарського полку 1786 року

Оскільки полк носив дуалістичний характер (військовий і територіальний), то його правонаступником можна назвати і адміністративну одиницю Російської імперії Харківська провінція, і військове формування Харківський гусарський полк.
Після скасування Харківського слобідського козацького полку як територіальної одиниці та реформування його як військової одиниці в регулярний полк у 1765 році його територія, як і територія інших чотирьох слобідських козацьких полків, була об'єднана в Слобідсько-Українську губернію.
З особового складу козацького полку був набраний особовий склад для Харківського гусарського полку. Після всіх перетворень на 1917 рік полк-правонаступник називався 4-й уланський харківський полк. Був розпущений в 1918 році. На полкових регаліях і пам'ятних нагородних знаках харківські улани ставили рік заснування «1651».